# Войкинское сельское поселение
Войкинское се́льское поселе́ние — муниципальное образование в Алексеевском районе Татарстана Российской Федерации.
Административный центр — село Войкино. https://alekseevskiy.tatarstan.ru/alekseevskiy/voykinskoe.htm

## История
Статус и границы сельского поселения установлены Законом Республики Татарстан от 31 января 2005 года № 11-ЗРТ «Об установлении границ территорий и статусе муниципального образования „Алексеевский муниципальный район“ и муниципальных образований в его составе».
Краткая историческая справка:
       Войкинский сельский Совет депутатов трудящихся организовался в 1918 году, относился к Спасскому уезду Лаишевской волости. С 1927 года стал подчиняться исполкому Алексеевского райсовета.
       В 1959 году Войкинский сельсовет вошел в Базяковский сельский Совет. Объединенный сельский Совет получил название Базяковский сельсовет.
       В 1962 году Базяковский сельский Совет переименовался в Войкинский сельский Совет. Месторасположение сельсовета перенесено в Войкино.
       С октября 2005 года образовалось Войкинское сельское поселение куда вошли населенные пункты: Войкино, Ямкино, Базяково, Пановка.    

## Население
| 2010 | 2011 | 2012 | 2013 | 2014 | 2015 | 2016 |
| ---- | ---- | ---- | ---- | ---- | ---- | ---- |
| 446  | ↘444 | ↘428 | ↘414 | ↘397 | ↘395 | →395 |
| 2017 | 2018 |      |      |      |      |      |
| ↘393 | ↗399 |      |      |      |      |      |

## Состав сельского поселения
| № | Населённый пункт | Тип населённого пункта       | Население |
| - | ---------------- | ---------------------------- | --------- |
| 1 | Базяково         | село                         |           |
| 2 | Войкино          | село, административный центр |           |
| 3 | Пановка          | деревня                      |           |
| 4 | Ямкино           | деревня                      |           |

Наименование населенных пунктов и количество жителей в них: село Войкино -198, деревня Ямкино -14, село Базяково- 163, деревня Пановка – 47.
Национальный состав: русские – 73,87%; мордва – 16,7% ; татары – 7,49%; другие – 1,92%.